# Морево
Мо́рево (рос. Морево) — село у складі Упоровського району Тюменської області, Росія.
Населення — 106 осіб (2010, 142 у 2002).
Національний склад станом на 2002 рік:
- росіяни — 96 %